# 圣日耳曼德卡尔贝特
圣日耳曼-德卡尔贝特（法語：Saint-Germain-de-Calberte，法語發音：[sɛ̃ ʒɛʁmɛ̃ də kalbɛʁt]）是法国洛泽尔省的一个市镇，位于该省南部，属于弗洛拉克区。

## 地理
圣日耳曼-德卡尔贝特（44°13'4"N, 3°48'34"E）面积38.6 平方千米，位于法国奧克西塔尼大區洛泽尔省，该省份为法国南部内陆省份，北起上盧瓦爾省和康塔爾省，西接阿韦龙省，南至加尔省，东临阿尔代什省。
与圣日耳曼-德卡尔贝特接壤的市镇（或旧市镇、城区）包括：卡萨尼亚、圣安德烈德朗西兹、圣伊莱尔德拉维、圣马丹-德朗叙斯克勒、圣米歇尔德代兹、法兰西谷地圣克鲁瓦、法兰西谷地穆瓦萨克、法兰西谷地圣艾蒂安、圣马丹德布博。
圣日耳曼-德卡尔贝特的时区为UTC+01:00、UTC+02:00（夏令时）。

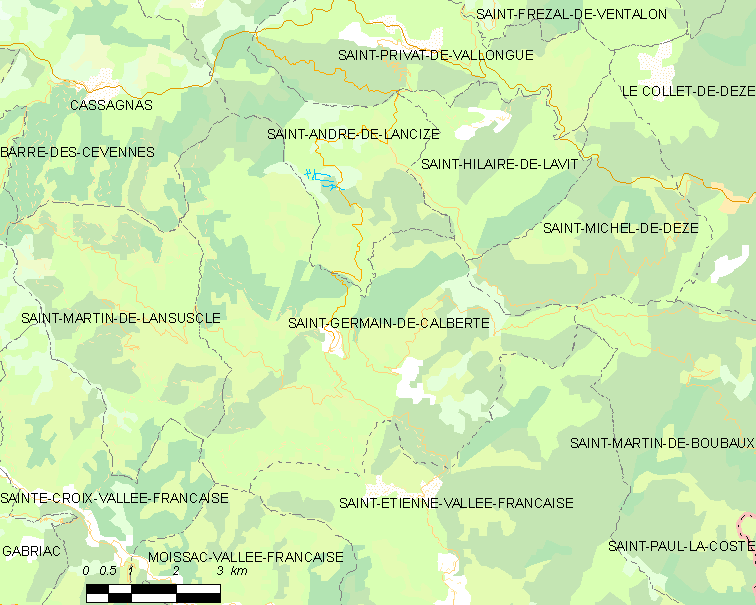
圣日耳曼-德卡尔贝特的OSM定位图

## 行政
圣日耳曼-德卡尔贝特的邮政编码为48370，INSEE市镇编码为48155。

## 政治
圣日耳曼-德卡尔贝特所属的省级选区为勒科莱德代兹县。

## 人口

1962-2008年间圣日耳曼-德卡尔贝特人口变化图示

圣日耳曼-德卡尔贝特于2022年1月1日时的人口数量为477人。